# پارک ملی بنوئه
پارک ملی بنوئه (به لاتین: Bénoué National Park) یک منطقهٔ مسکونی در کامرون است که در منطقه شمال (کامرون) واقع شده‌است.